# Sophie Zelmani
Sophie Christina Zelmani, nata Edkvist (Stoccolma, 12 febbraio 1972), è una cantautrice svedese.

## Biografia
Sophie Zelmani inizia a interessarsi alla musica all'età di quattordici anni. Studia la chitarra e inizia a scrivere le sue prime canzoni. Un demo con alcuni suoi brani finisce alla Sony svedese, che decide di far incontrare la giovane Sophie con il chitarrista Lars Halapi. È da questo sodalizio artistico che nasce il primo album della cantante, l'omonimo Sophie Zelmani (1995), che la porta alla ribalta innanzitutto della scena svedese (vince due Grammy svedesi come "miglior nuova proposta" e "miglior cantante pop") e le regala anche una certa notorietà internazionale, con buoni riscontri in Giappone. Il suo album di debutto la porta anche negli USA, e in promozione un po' in tutta Europa. Un improvviso successo che Sophie Zelmani vive in maniera conflittuale, con un disagio che troverà espressione nel suo secondo lavoro Precious Burden, dalle sonorità inaspettatamente cupe e angosciate. Nel 1999 Sophie Zelmani si mette al lavoro con Lars Halapi e la band che l'aveva accompagnata in tour per realizzare un nuovo album, Time To Kill, in cui la cantautrice ritorna con maggiore consapevolezza e maturità ai toni poetici che avevano caratterizzato il suo debutto.

## Discografia
- Sophie Zelmani (1995)
- Precious Burden (1998)
- Time To Kill (1999)
- Sing And Dance (2002)
- Love Affair (2003)
- A Decade Of Dreams (2005)
- Memory Loves You (2007)
- The Ocean and Me (2008)
- I'm The Rain (2010)
- Soul (2012)
- Going Home (2014)
- Everywhere (2014)
- My songs (2017)
- Sunrise (2019)
- 2022 – The World Ain't Pretty
- 2025 – Lake Geneva